# Vélizy-Villacoublay
Vélizy-Villacoublay è un comune francese di 20 131 abitanti situato nel dipartimento degli Yvelines nella regione dell'Île-de-France.

## Società

### Evoluzione demografica
Abitanti censiti

### Educazione
- Institut des sciences et techniques des Yvelines

### Storia
La 3ª Squadriglia all'inizio del 1919 è a Villacoublay per sperimentare la posta aerea e sempre in Francia viene sciolta il 6 novembre.

## Amministrazione

### Gemellaggi
- Dietzenbach, Germania
- Harlow, Regno Unito
- Alytus, Lituania